# アクスレイ
『アクスレイ』 (AXELAY) は、コナミより1992年に発売されたスーパーファミコン用のシューティングゲーム。また、このゲームの自機の名前でもある。
縦スクロールのステージと横スクロールのステージが交互に展開される。擬似3D表現に代表される数々の特徴的な試みがなされている。後にi-revoやWiiやWii Uのバーチャルコンソールでも配信されている。

## 概要
コナミによるスーパーファミコン（SFC）オリジナルシューティングとして1991年に発表された。しかし発売予定日は徐々に延期され、実際に発売されたのは1992年も半ばを過ぎた9月になってからで、当時のシューティングゲームとしてはかなり開発期間が長かった作品である。後にトレジャーを設立するメンバーが、コナミに在籍していた時期に関わっていた最後の作品でもある。
縦スクロールステージではSFCの拡大縮小回転機能を利用し、背景画面にパースをかけることで擬似的に3Dを再現しようとしており球体の外側を進んでいるような表現となる。画面の上に行くほど見かけの自機のスピードが遅くなったり、大型キャラが歪んだりと違和感を覚える部分もある。
BGMは後にラブデリックを主宰する工藤太郎が担当した。サウンドトラックCDは1992年にキングレコードより発売されており、既に廃盤となっている。なお、2011年9月22日にコナミスタイル限定で発売された『KONAMI SHOOTING COLLECTION』に再録された。

## ゲーム内容

### システム
自機の移動に使用する十字キーとショット、ミサイル、ウェポン変更（順送り、逆送り）の4ボタンで操作する。ステージの最後に待ち構えるボスを倒すとステージクリアとなる。全6ステージで、残機がなくなるとゲームオーバーとなる。設定されているクレジットが残っていればコンティニューも可能で、ステージの最初のウェポン選択画面から再開できる。
SET UP（オプション）モードで難易度（3段階）、トリガースピード（連射速度）、画面の輝度などを変更可能で、難易度によって敵の攻撃の強さ、コンティニュー回数、そしてエンディングが変化する。真のエンディングはハードモードをクリアした場合のみ見られる。

### ウェポン
ゲーム中にアイテムの類は一切登場せず、ステージ開始時に、ポッド、サイド、ベイの3箇所に装備するウェポン（武装）を選び、ゲーム中にL、Rボタンで自由に切り替えることができる。敵の攻撃を受けると装備中のウェポンがなくなり、ウェポンが無くなった状態でさらに攻撃を受けるとミスとなる。上記の通り、ウェポンは同時に3種類装備できるため、最大で3回まで敵の攻撃に耐えることができる。地形もしくは敵（一部の敵を除く除外）に接触した場合はウェポンの装備に関係なく即座にミスとなる（一部の敵の攻撃はウェポンの装備に関係なく即座にミスとなるものもある）。ミスした場合は残機があればその場で復活し、ウェポンも回復する。
ウェポンは全部で8種類。各ウェポンはショットボタンかミサイルボタンのどちらかに対応しており、対応していない側の攻撃またはウェポンがなくなった状態では簡易ショットと簡易ミサイルを使える。選択可能なウェポンはステージをクリアするごとに増えていき、選択の幅が広くなる。他のゲームでは見られないような独創的な武器もある。
POD ポッド
機体上部。レーザー系ウェポンを装備。
STRAIGHT LASER ストレートレーザー
正面に発射されるショット。威力は中程度だが、癖がなく比較的使いやすい。最初から使用可能。
NEEDLE CRACKER ニードルクラッカー
自機の周囲6方向に発射され、その後敵のいる方向に向かっていくレーザー。耐久力の低い敵には有効だが、威力は低い（トリガースピードを最高にすることで前述の弱点をある程度はカバーできる）。3面から使用可能。
WIND LASER ワインドレーザー
自機の後方4方向に発射された後、前方へ曲がるレーザー。方向キーの前後方向の入力によって曲がる角度が変わる。前進すると上下に拡散し、後退すると前方に収束。敵を貫通する。この装備のみショットボタンではなくミサイルボタンに対応している。最終面でのみ使用可能。

SIDE サイド
機体側部。バルカン系ウェポンを装備。全てショットボタンに対応。
ROUND VALCAN ラウンドバルカン
自機の周囲全てを攻撃できる連射ショット。ボタンを押すと後方から発射され、押し続けるごとに発射方向が前方になる。ボタンを離すと再び発射方向が後方に向く。最初から使用可能。
MORNING STAR モーニングスター
ボタンを押しっぱなしにすると自機の周囲を回転し、離すと複数の方向に放射状に発射されるエネルギー弾。広範囲をカバーするが、威力はさほど高くなく、弾切れしやすい。5面から使用可能。

BAY ベイ
機体下部。ミサイル系ウェポンを装備。
MACRO MISSILE マクロミサイル
正面に発射され、着弾すると爆風でもダメージを与えるミサイル。速度は遅いが威力が高い。ミサイルボタンで発射。最初から使用可能。
縦スクロールステージでは前方斜め2方向にミサイルを発射する。
EXPLOSION BOMB エクスプローションボム
前方下方向に発射され、着弾すると爆風でもダメージを与えるミサイル。ミサイルボタンで発射。2面から使用可能。
縦スクロールステージではマクロミサイルと同様、前方斜め2方向にミサイルを発射する。
CLUSTER BOMB クラスターボム
自機の真下に発射される小型の爆弾。連射可能。ミサイルボタンで発射。4面から使用可能。
縦スクロールステージでは自機の後方に爆弾を発射する。

## 設定

### ストーリー
イーリス恒星系に突如現れ、侵略してきた闇の帝国。過去3度の奪還作戦を実行するが失敗し、追いつめられたイーリス恒星系は戦艦クラスの超兵器を搭載できる戦闘機『アクスレイ』を開発。イーリス恒星系はアクスレイに最後の望みを託すのだった。

### ステージ構成
全6ステージで、1・3・5面が縦スクロール、2・4・6面が横スクロールとなっている。
1STAGE 「雲の惑星」
- 雲海のある惑星。雲に覆われた敵の前線基地。重力が小さいため破壊不能な岩が浮遊しており、地形を形成している。
  - 中ボス：ド、ボス：モイ

2STAGE 「コロニー」
- 廃棄されたスペースコロニー。深部は闇の帝国の秘密兵器開発拠点となっている。
  - ボス：ゴルスカスダウパー

3STAGE 「都市惑星」
- 夜景が美しい都市上空。この惑星はイーリス恒星系でも最大の人口を誇ったが、闇の帝国の空域戦略艦ラムズ一隻によって一夜にして滅ぼされた。その後、闇の帝国は都市区画をコピーし再建築。目的は不明なまま、無人の都市区画が地平の彼方まで広がる無機質な惑星へと変貌した。
  - 中ボス：ラン、ボス：ラムズ

4STAGE 「水と菌類の惑星」
- 水脈のある洞窟内部。惑星全体が闇の帝国の生物兵器実験場と化し、奇妙な生物が多数出現する。
  - ボス：ミフォンコウ

5STAGE 「溶岩と炎の惑星」
- 溶岩に覆われた星。闇の帝国のエネルギープラントとなっている。
  - ボス：ボビーウェイラー

6STAGE 「闇の要塞」
- 前半は闇の帝国の艦隊との戦い、後半は闇の帝国の本拠地へ突入する。
  - 中ボス：ディレイス、ボス：デスウィン

## 他機種版
| No. | タイトル   | 発売日                                        | 対応機種           | 開発元 | 発売元 | メディア                                      | 型式 | 売上本数 | 備考 |
| --- | ---------- | --------------------------------------------- | ------------------ | ------ | ------ | --------------------------------------------- | ---- | -------- | ---- |
| 1   | アクスレイ | 1997年12月1日                                 | スーパーファミコン | コナミ | コナミ | フラッシュロムカセット （ニンテンドウパワー） | -    | -        |      |
| 2   | アクスレイ | 2006年                                        | Windows            | KDE    | KDE    | ダウンロード (i-revo)                         | -    | -        |      |
| 3   | アクスレイ | 2007年10月12日 2007年11月12日 2008年5月7日    | Wii                | KDE    | KDE    | ダウンロード (バーチャルコンソール)           | -    | -        |      |
| 4   | アクスレイ | PAL 2015年1月15日 2015年2月19日 2015年2月25日 | Wii U              | KDE    | KDE    | ダウンロード (バーチャルコンソール)           | -    | -        |      |

## スタッフ
- メイン・プログラム："DREAMER" UEDA♡（上田英生）
- サブ・プログラム：S.TAMATE
- サポート・プログラム：KöNIG ISHIDA（石田和彦）
- メイン・デザイン：Θ山形茶王Θ KODAMA（小玉紀年）
- キャラ・デザイン："BONCHARU" YADA（矢田凡成）
- サブ・デザイン："FURITEN" NAGISA（つちやなぎさ）
- アート・ヘルプマン：古川敏治
- セカンド・ヘルプマン："KAGENIN" SASAKI
- オープニング・エンディング：櫛渕敏
- サウンド・プログラム：藤尾敦
- エフェクト・エンディング-1：ÄKI（荘司朗）
- 音楽：TARO（工藤太郎）
- ST2リミックス：M.C.ADA（安達昌宣）
- アート・デザイン：PD.NAMBA（難波和宏）
- スペシャル・サンクス：KUROKOTAI
- プロデュース：Mr.KITAUE（北上一三）

## 評価
- ゲーム誌『ファミコン通信』の「クロスレビュー」では、7・4・6・6の合計23点（満40点）となっており、レビュアーは「ゲームの完成度は低い」「ドラム型の縦ステージの必要性がわからない」「画面中央に戻される横からのGはプレイしにくい」とした一方「横スクロールの面はしっかりしている」「LRボタンの武器切り替えが操作性をよくしている」「見た目や背景はハデでカッコイイ、印象的」とした[7]。

- ゲーム誌『ファミリーコンピュータMagazine』の読者投票による「ゲーム通信簿」での評価は以下の通りとなっており、22.79点（満30点）となっている[1]。この得点はスーパーファミコン全ソフトの中で50位（323本中、1993年時点）となっている[1]。

| 項目 | キャラクタ | 音楽 | 操作性 | 熱中度 | お買得度 | オリジナリティ | 総合  |
| 得点 | 3.87       | 3.91 | 3.83   | 3.89   | 3.50     | 3.79           | 22.79 |

## 関連作品
- 極上パロディウス（1994年、SFC版）
- 実況おしゃべりパロディウス（1996年、PS、SS版）
本作の装備が「ドラキュラくん」と「キッド・ドラキュラ」に継承されている。本作では威力の低かったニードルクラッカーはグレードアップにより最強武器と言われるまでに強化される。なお、グラフィックは青色のレーザーではなく傘状に変化している。
- エアフォースデルタ（1999年）
本作の機体がゲスト参戦している。